# بيتر بلزر
بيتر بلزر (بالألمانية: Peter Bleser)‏ هو سياسي ألماني، ولد في 23 يوليو 1952 في ألمانيا. حزبياً، نشط في الاتحاد الديمقراطي المسيحي (1970 – ).

## مناصب
- في الانتخابات الفيدرالية الألمانية 2017، انتخب عضو في البوندستاغ الألماني عن دائرة Mosel/Rhein-Hunsrück [الإنجليزية]‏ وقد انضم خلال فترته النيابية (24 أكتوبر 2017 – )  للكتلة البرلمانية الكتلة البرلمانية لائتلاف الاتحاد الديمقراطي المسيحي / الاتحاد الاجتماعي المسيحي في البوندستاغ  [لغات أخرى]‏.
- انتخب سكرتير برلماني في ألمانيا [الإنجليزية]‏.
- انتخب عضو مجلس الشورى الموحد في راينلاند بالاتينات.
- انتخب عضو في البوندستاغ الألماني (20 ديسمبر 1990 – 10 نوفمبر 1994).
- انتخب عضو في البوندستاغ الألماني (10 نوفمبر 1994 – 26 أكتوبر 1998).
- انتخب عضو في البوندستاغ الألماني (26 أكتوبر 1998 – 17 أكتوبر 2002).
- انتخب عضو في البوندستاغ الألماني (17 أكتوبر 2002 – 18 أكتوبر 2005).
- انتخب عضو في البوندستاغ الألماني (18 أكتوبر 2005 – 27 أكتوبر 2009).
- انتخب عضو في البوندستاغ الألماني (27 أكتوبر 2009 – 22 أكتوبر 2013).
- انتخب عضو في البوندستاغ الألماني خلال فترته النيابية  [لغات أخرى]‏ (20 ديسمبر 1990 – 10 نوفمبر 1994).

## وصلات خارجية
- الموقع الرسمي